# Mafia (песня)
«Mafia» — песня американского рэпера и певца Трэвиса Скотта. Она была выпущена 5 ноября 2021 года одновременно с другим синглом, «Escape Plan», которые являются частью слитного сингла под названием Escape Plan / Mafia. Песня была написана Трэвисом Скоттом совместно с продюсерами Boi-1da и Джаханом Свитом; дополнительное авторство принадлежит Джей Коулу, который также исполняет вокальные партии в песне.

## Участники записи
Информация взята из Tidal.
- Трэвис Скотт — вокал, написание песни, звукозапись
- Джей Коул — дополнительный вокал, написание песни
- Boi-1da — продюсирование, написание песни
- Джахан Свит — продюсирование, написание песни, фортепиано
- Майк Дин — сведение, мастеринг
- Дерек «206Derek» Андерсон — звукозапись, помощник звукорежиссёра

## Чарты
| Чарт (2021)                           | Высшая позиция |
| ------------------------------------- | -------------- |
| Австралия (ARIA)                      | 47             |
| Австрия (Ö3 Austria Top 40)           | 44             |
| Канада (Billboard Canadian Hot 100)   | 16             |
| Чехия (Singles Digitál Top 100)       | 50             |
| Германия (GfK)                        | 60             |
| Мир (Billboard Global 200)            | 19             |
| Ирландия (IRMA)                       | 40             |
| Италия (FIMI)                         | 67             |
| Литва (AGATA)                         | 39             |
| Нидерланды (Single Top 100)           | 81             |
| Новая Зеландия (RMNZ)                 | 5              |
| Португалия (AFP)                      | 34             |
| Словакия (Singles Digitál Top 100)    | 24             |
| ЮАР (RISA)                            | 6              |
| Швеция (Sverigetopplistan)            | 6              |
| Швейцария (Schweizer Hitparade)       | 16             |
| Великобритания (OCC UK Singles)       | 41             |
| Великобритания (OCC UK Hip Hop/R&B)   | 18             |
| США (Billboard Hot 100)               | 26             |
| США (Billboard Hot R&B/Hip-Hop Songs) | 10             |